# Ulvila
Ulvila là một đô thị (thành phố từ ngày 1/1/2000) của Phần Lan. Đây là một trong sáu thành phố Trung cổ của Phần Lan..
Vị trí ở tỉnh của Tây Phần Lan thuộc vùng Satakunta. Đô thị này có dân số 12.278 người (2003) và diện tích 139,16 km² trong đó có 1,22 km² là diện tích mặt nước. Mật độ dân số là 89 người trên mỗi km².
Dân đô thị này chỉ sử dụng tiếng Phần Lan